# Округ Остин (Тексас)
Округ Остин (енгл. Austin County) је округ у америчкој савезној држави Тексас. По попису из 2010. године број становника је 28.417.

## Демографија
Према попису становништва из 2010. у округу је живело 28.417 становника, што је 4.827 (20,5%) становника више него 2000. године.
| Група             | 2000.          | 2010.          |
| Белци             | 16.964 (71,9%) | 18.657 (65,7%) |
| Афроамериканци    | 2.509 (10,6%)  | 2.668 (9,4%)   |
| Азијати           | 69 (0,3%)      | 118 (0,4%)     |
| Хиспаноамериканци | 3.805 (16,1%)  | 6.641 (23,4%)  |
| Укупно            | 23.590         | 28.417         |